# Отложительные глаголы
Отложи́тельные глаго́лы — глаголы, у которых форма действительного залога не существует, а одна из форм недействительного залога имеет значение действительного залога.
Для отдельных языков за формальное определение отложительных глаголов принято брать либо отсутствие формы действительного залога, либо сдвиг в значении формы недействительного залога. И то, и другое, однако, является признаком одного явления — явления отложительности.
Например, для русского языка за определение берется отсутствие формы действительного залога. Так, глагол бояться является отложительным, поскольку формы боять не существует. Бояться имеет форму глаголов с залоговым значением недействительного залога, как чесаться («чесать себя») или воспитываться («быть воспитываемым»), но по значению относится к действительному залогу.

## Сущность явления отложительности
Пусть в данном языке формы действительного залога являются морфологически и семантически исходными. У отложительных глаголов такие формы отсутствуют (например, боять), а модификаторы (например, -ся), обычно придающие значение недействительного залога, как таковые не работают — нечего модифицировать.
Форма с нерабочим модификатором (как бояться) имеет исходное значение — значение действительного залога, но при этом выглядит как форма с работающим модификатором (типа воспитываться) и значением недействительного залога.
Удалить модификатор из отложительного глагола, чтобы при этом получился осмысленный результат, невозможно. Форма без модификатора либо вовсе не имеет смысла (боять), либо воспринимается с трудом (слонять, появлять), и во всяком случае не употребляется. Глагол со значением действительного залога (бояться, появляться) воспринимается как семантически исходная форма, из которой поэтому невозможно вычленить обычное значение модификатора, даже если он формально присутствует.
Таким образом, для отложительных глаголов имеет место устойчивая ситуация, при которой отсутствие некоторой формы взаимосвязано со сдвигом в семантике. Морфологически производная форма замещает по залоговому значению отсутствующую исходную, что, в свою очередь, препятствует осмыслению и употреблению отсутствующей формы.

## Непереходность
Как правило, отложительные глаголы являются непереходными. Сама форма недействительного залога обычно не сочетается с прямым дополнением.
Тем не менее, есть и исключения: 
русск. боюсь маму;
швед. Människor andas syre ("Люди дышат кислородом", буквально "дышатся кислород".) 

## Примеры

### Древнегреческий
При описании древнегреческих отложительных глаголов используются латинские термины, так как древнегреческие грамматисты, в отличие от древнеримских, не выделяли отложительность как особое явление. Древнегреческая терминология в отношении отложительных глаголов как таковых не существует (либо неизвестна).
В древнегреческом языке в настоящем времени и в имперфекте формы страдательного залога совпадают с формами среднего залога, отличить их можно только по контексту. По этим формальным показателям выделяется один медиопассивный залог. Отложительными глаголами (лат. verba deponentia) называются глаголы с формой медиопассивного залога и значением действительного залога.
Однако в аористе формы среднего и страдательного залогов отличаются, поэтому древнегреческие отложительные глаголы делятся на две группы в зависимости от залога аористной формы.
1. Deponentia media («отложительные средние») имеют аорист формы среднего залога (со значением действительного залога)
2. Deponentia passiva («отложительные пассивные») имеют аорист формы страдательного залога (со значением действительного залога)

Некоторые deponentia media, наряду с аористом среднего залога, имеют также и аорист страдательного залога с пассивным значением. Такие глаголы называются deponentia media-passiva (букв. «отложительные среднестрадательные»).

### Латинский
Примеры отложительных глаголов (во всех спряжениях):
- arbitror полагать; рассматривать; modulor размерять, умерять
- vereor бояться; уважать; misereor жалеть; миловать
- patior терпеть; loquor говорить; morior умирать
- sortior бросать жребий; распределять; potior захватывать, овладевать

Помимо отложительных в латыни выделяются так называемые полуотложительные глаголы (verba semideponentia). Этим термином обозначаются глаголы, у которых формы действительного залога есть в настоящем времени, но отсутствуют в перфекте; например, в следующих глаголах второго спряжения:
- gaudeo, gavisus sum, gaudere радоваться
- audeo, ausus sum, audere осмеливаться
- soleo, solitus sum, solere иметь обыкновение

### Русский
В русском языке существуют так называемые возвратные глаголы — глаголы с возвратным постфиксом -ся. Этот постфикс, самостоятельно или в сочетании с приставками, способен привносить различные залоговые значения недействительного залога: страдательное (воспитываться), возвратное (чесаться), взаимное (советоваться) и другие (хотя все случаи употребления -ся к этому не сводятся).
Ввиду такой многозначности -ся, в русском языке отложительные глаголы определяются не по залоговому значению, а по формальному признаку: отложительный глагол — это возвратный глагол, для которого не существует соответствующего невозвратного. Например, бояться является отложительным, так как боять не существует.
Дальнейшие уточнения и классификация в основном связаны с тем, насколько близкие аналоги отсутствующей формы имеются в языке и, соответственно, с тем, насколько трудно воспринимается значение отсутствующей формы.
По сути, не являются отложительными глаголами садиться, ложиться, становиться. Несмотря на то, что садить, ложить, становить в литературной норме не существуют, они всё же употребляются и могут быть поняты. По этой причине модификатор -ся для них работает, и его употребление можно понять как возвратное.
Особыми случаями являются глаголы лопаться и трескаться. Они (как и предыдущие три) образуют видовые пары с невозвратными глаголами: лопнуть, треснуть.

#### Классификация русских отложительных глаголов
1. Собственно отложительные глаголы. Не существует не только невозвратный глагол, но и соответствующая глагольная основа (улыбаться, бояться, лениться, толпиться и др.).
2. Приставочные отложительные глаголы. Возвратные глаголы с приставками, для которых соответствующий невозвратный не существует, но существует невозвратный для близкого по значению возвратного без приставки или с другой приставкой. Примеры: воздержаться, появиться, поинтересоваться. Не существуют воздержать, появить, поинтересовать. Но существуют удержать и удержаться, явить и явиться, заинтересовать и заинтересоваться.
3. Циркумфиксальные отложительные глаголы. Глаголы, образованные с помощью циркумфиксов на -ся (сочетаний приставка + … + ся) — такие, что их связь с исходными глаголами для носителей современного языка непосредственно не ощущается: сбыться (от быть), разжиться (от жить), перебиться (от бить) и др.
В этом случае модификатором является не постфикс -ся, a циркумфикс.

### Шведский
«Глаголы пассивных окончаний», или отложительные глаголы (deponentia, ед.ч. deponens).
Пример: hoppas «надеяться» (отложительный как и в русском), jag hoppas «я надеюсь».
Подавляющее большинство таких глаголов относится к числу непереходных. Переходные отложительные глаголы, например, minnas «помнить» или andas in «вдыхать», не образуют страдательного залога.

## История
Древние греки не выделяли отложительные глаголы как отдельное явление. Подобные случаи рассматривались древнегреческими стоиками как «отклонение», «неправильность», «аномалия» (др.-греч. ἀνωμᾰλία), когда грамматическая форма отклоняется от предметного значения. Основоположником стоического учения об аномалии античные авторы считали Хрисиппа.
Впервые как отдельное явление отложительные глаголы описаны у древнеримских грамматиков. У Элия Доната отложительные глаголы считаются отложительным залогом (лат. deponens), они определены как глаголы без формы действительного залога. Действительный и страдательный залоги определяются морфологически, то есть по грамматической форме. Харизий указывает те же залоги, что и Элий Донат.
В санскритских грамматиках отложительные глаголы традиционно относили к средневозвратному залогу (атманепада), ориентируясь только на форму.